# Església parroquial de Santa Maria de Merola
L'Església parroquial de Santa Maria de Merola és una església rural del lloc de Merola, al municipi de Puig-reig (Berguedà) del segle xvii, inclosa en l'Inventari del Patrimoni Arquitectònic de Catalunya.

## Descripció
Església parroquial de l'àmbit rural de Merola. Església d'una sola nau, coronada per un absis poligonal i que té adossada a la part de tramuntana, un annex de manera de transsepte, amb l'altar dedicat a Sant Joan. Al cantó de migdia s'obre la porta i s'aixeca un robust campanar de mides superiors a les proporcions generals de l'edifici.
A l'església se li adossà la rectoria, posteriorment abandonada i en un estat lamentable, així com l'entorn general de l'església. Construïda en pedra de diferents mides (els més regulars i ben treballats a la façana, campanar i porta) i coberta per una teulada a doble vessant. Consolidada a principis del segle xix.

## Història

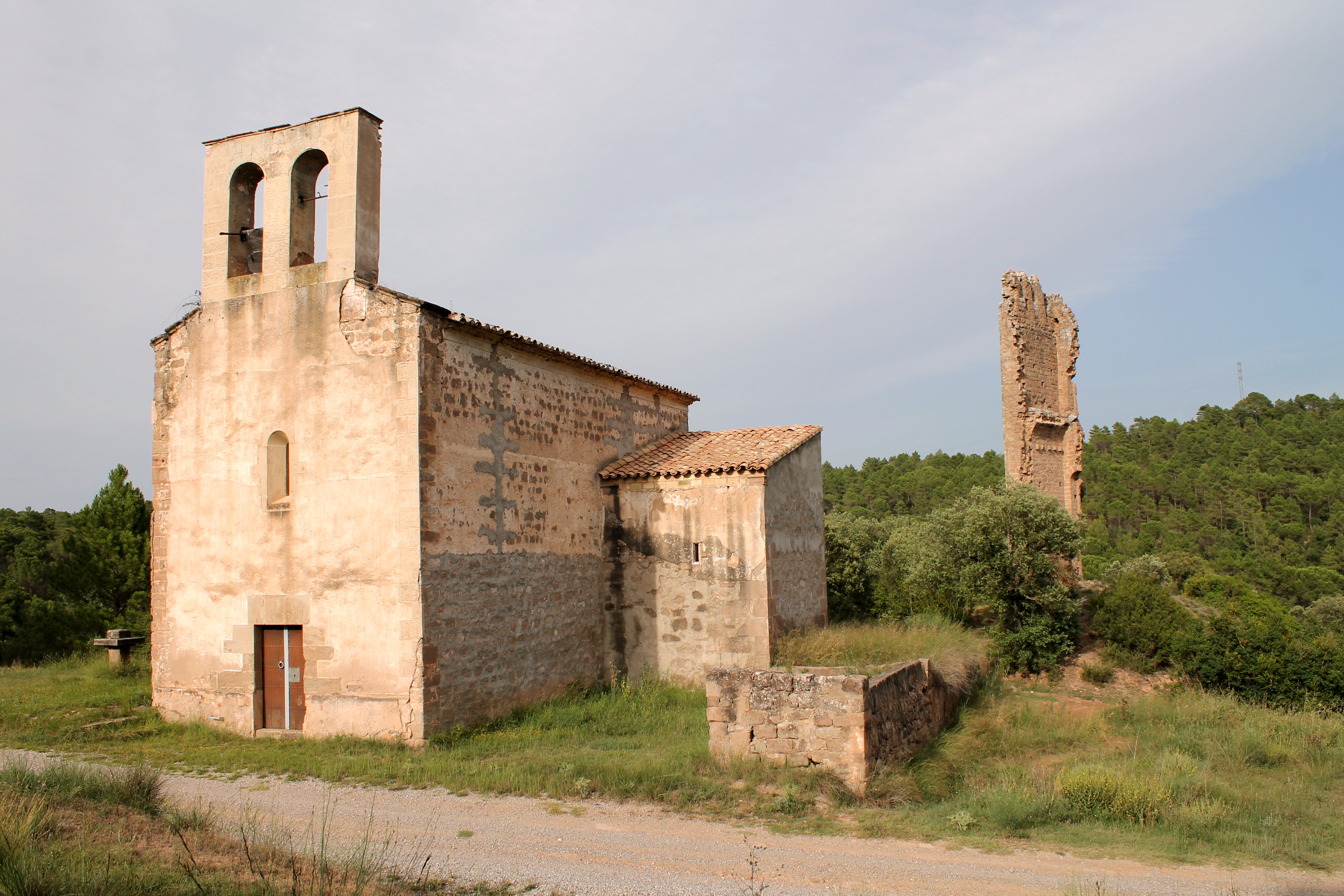
Església parroquial de Sta. Maria de Merola (s. XVII) amb la Torre de Merola al fons

L'església de Sant Maria de Merola fou bastida prop de la torre d'Homenatge de l'antic Castell de Merola i al peu del camí de Merola, un lloc més avinent, després d'abandonar l'antiga església parroquial de Santa Maria (romànica) a causa del seu lamentable estat de conservació.
La nova església de Santa Maria passà a ser sufragària de Sant Martí de Puig-reig. L'any 1611 s'hi col·locà la primera pedra i la consagració es feu el 27 de novembre d'aquest mateix any dedicant a Santa Maria l'altar principal i a Sant Joan el secundari. A començaments del segle xix fou renovada.
L'any 1609, Miquel Ferrer, àlies Barbut, batlle de Merola, i els pagesos de la parròquia de Santa Maria, demanaren al Bisbe d'Urgell permís per a construir una nova església prop de la Torre de Merola.
La primera pedra es va posar el 2 d'agost de 1609 i l'església fou beneïda l'any 1611 pel prior de Puig-reig. Es va dedicar a Santa Maria i un dels altars laterals a Sant Joan. S'hi va traslladar la talla romànica, perduda durant la Guerra Civil, i les relíquies de Sant Crissantó i Santa Dòria.
L'obra és un dels pocs exemples d'arquitectura renaixentista de la comarca feta pel mestre d'obres Gabriel Lleonart de Castellterçol, pel preu de 125 lliures. L'any 1621 s'hi col·locà un retaule de pintura fet per Gabriel Claramunt de Vic (perdut durant la Guerra Civil) que va cobrar 96 lliures i 4 sous.
L'última visita efectuada a la nova església de Merola, en la qual es confirma el seu caràcter de parroquial, és de l'any 1830. En un principi les noves esglésies que es construeixen a les colònies industrials properes, com les de cal Vidal o de l'Ametlla, depenien de la parròquia de Santa Maria de Merola, però aviat s'independitzaren. La de cal Vidal l'any 1922 i la de l'Ametlla anteriorment.